# Pečerska (stanice metra v Kyjevě)
Pečerska (ukrajinsky Печерська, rusky Печерская, Pečerskaja) je stanice kyjevského metra na Syrecko-Pečerské lince v centrální části čtvrti Pečersk jižně od Starého Kyjeva. Stanice byla vystavěna v rámci druhého úseku linky Syrecko-Pečerska, ale nebyla otevřena společně se stanicemi Zvirynecka a Vydubyči, ale až skoro šest let po otevření druhého úseku dne 27. prosince 1997.
Stanice je se svou přibližnou hloubkou 90 metrů, druhou nejhlubší stanicí kyjevského metra, ale také i nejhlubší na území bývalého Sovětského svazu. V roce 2014 stanice Pečerska denně obsloužila 23 000 cestujících a nachází se v samotném centru čtvrti Pečersk pod bulvárem Lesji Ukrajinky a náměstím Lesji Ukrajinky, kam ústí samotné východy ze stanice.

## Konstrukce stanice
První zmínka stanice je v mapě z roku 1970, tahle mapa zobrazovala plánované stanice třetí linky, na ní se objevil název Plošča L. Ukrajinky. Ve finálních plánech linky v roce 1981 se již počítalo s názvem Pečerska.
Stavba druhého úseku linky Syrecko-Pečerska, třetí linky kyjevského metra, byla zahájena v 80. letech 20. století. Druhý úsek byl rozdělen do dvou etap, kdy první etapa se stanicemi Pečerska a Družby narodiv (dnešní Zvirynecka) měla být otevřena v roce 1990 a druhá etapa se stanicí Vydubyči se měla otevřít o dva roky později, kvůli předčasné výstavbě Jižního mostu a stanice Slavutyč, se rozhodlo o přeskočení otevření stanice Pečerska a otevřít druhý úsek bez stanice v roce 1991.
Výstavba stanice byla zastavena v roce 1990, ale nestabilní půda kolem stanice ničila již postavené části stanice, především nástupiště a střední loď. Údržba již skoro postavené stanice se ukázala jako víc nákladná, než samotná dostavba stanice a po otevření páteho úseku linky Syrecko-Pečerska mezi stanicemi Zoloti vorota a Lukjanivska, bylo rozhodnuto o dostavbě stanice Pečerska. Během jednoho roku se dokončil design stanice a eskalátorový tunel mezi prvním podzemním vestibulem a střední lodi stanice.

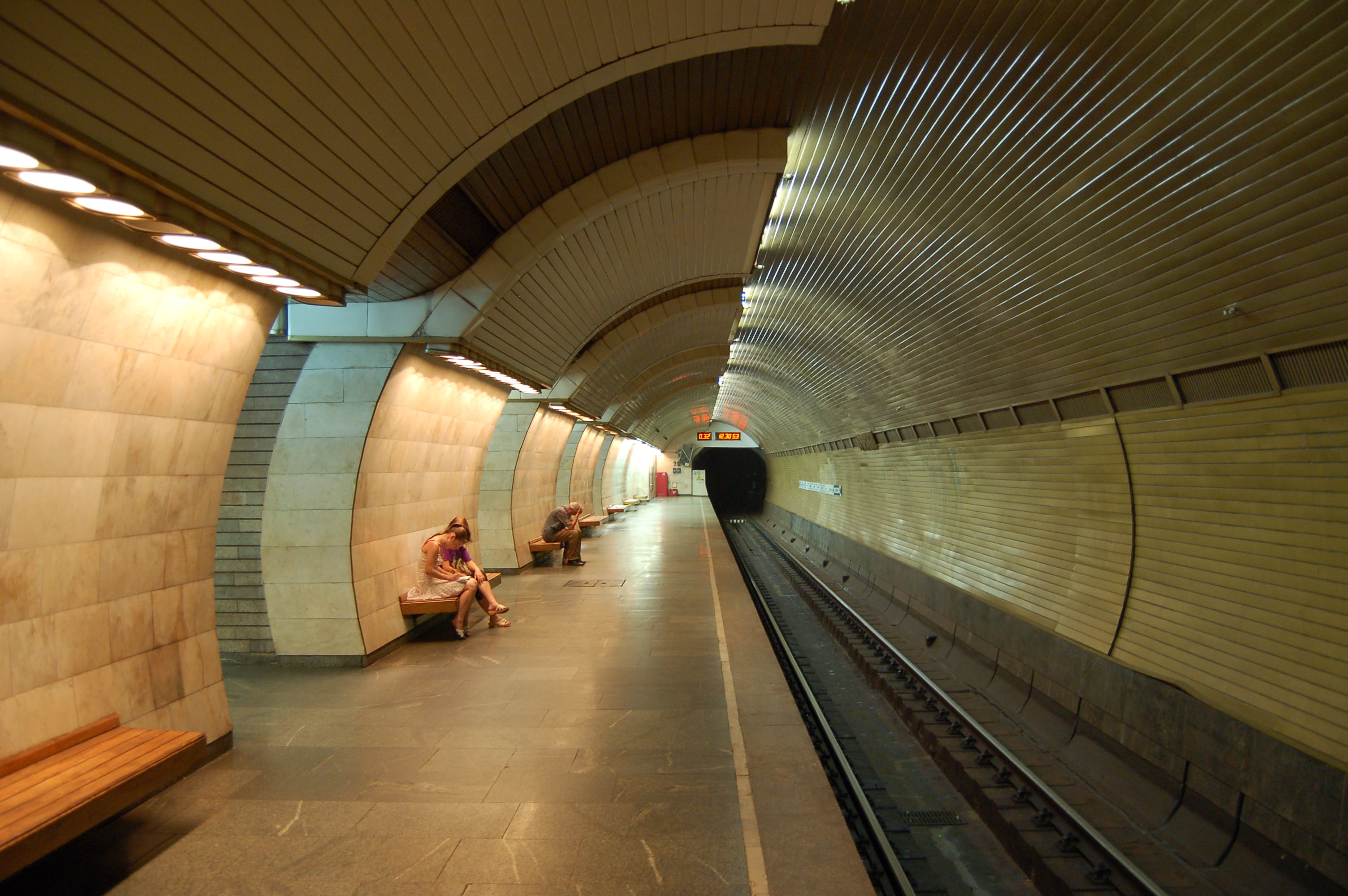
Nástupiště stanice s pilíři, obloženou klenbou a kolejovou zdí ze zlatých hliníkových profilů.

Stanice byla otevřena 27. prosince 1997, mezi stanicemi Klovska a Družby narodiv (dnešní Zvirynecka).

## Charakteristika
Z technického hlediska byla stanice postavena jako hluboko založená trojlodní stanice v přibližné hloubce 90 m pod zemí. Skládá se ze tří odlišných klenutých hal s jednou centrální halou a dvěma bočními halami s nástupišti, z nichž každý je oddělen řadou pilířů. Centrální hala je s prvním nadzemním vestibulem propojena dvěma eskalátorovými tunely, oddělenými druhým podzemním vestibulem, což bylo potřeba kvůli hloubce, ve které se stanice nachází. Podzemní vestibul ve tvaru čtverce má dva vchody z náměstí Lesji Ukrajinky v samotném centru čtvrti Pečersk. V době otevření stanice obsahoval vestibul tři vchody, ale ten třetí byl dva dny po otevření zasypán z důvodu rozšiřování bulváru Lesji Ukrajinky, kde se vchod nacházel.

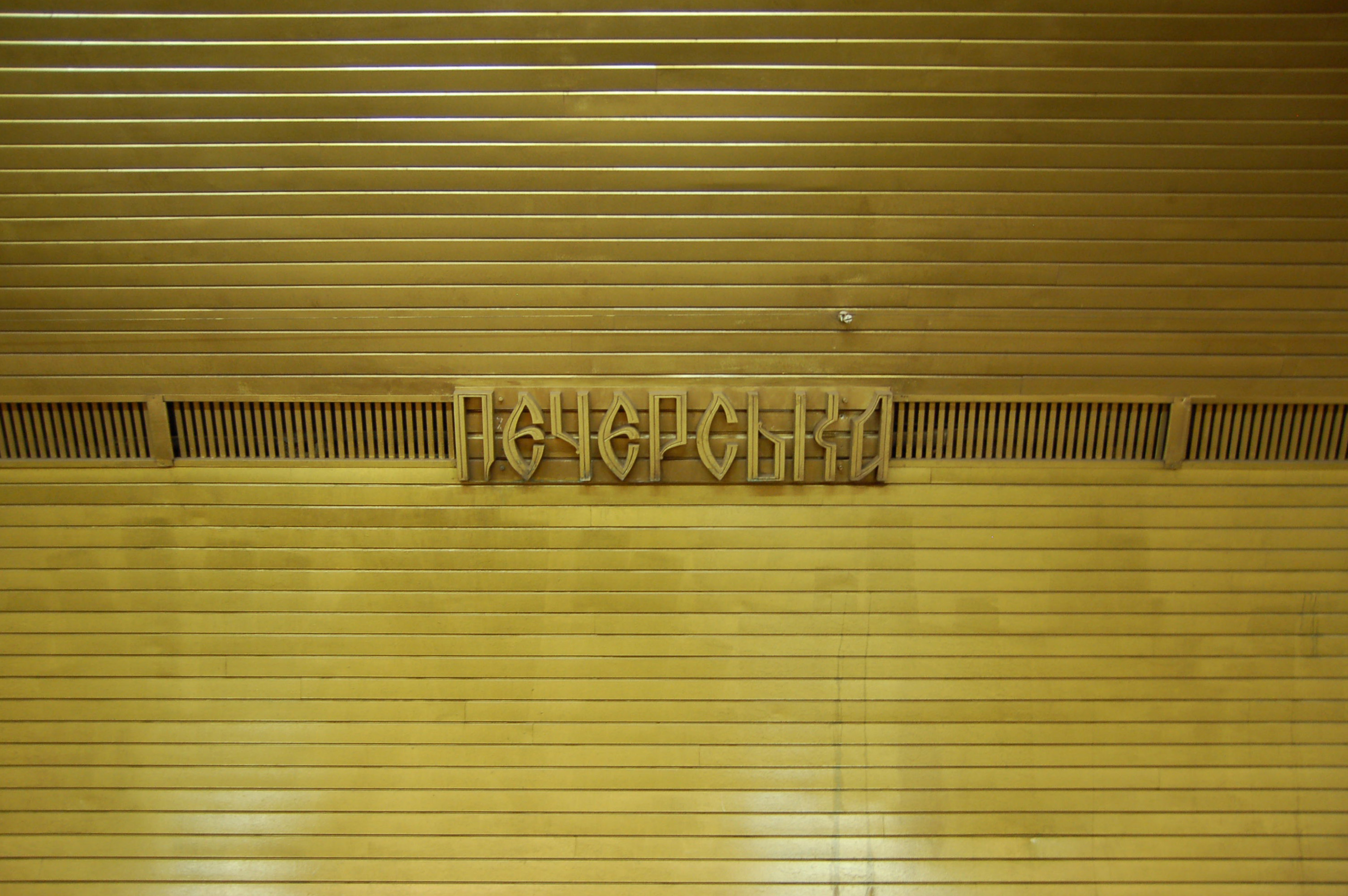
Zlatý nápis se jménem stanice, který je proveden ve stejném starověkém ruském stylu písma, jako ve stanici Zoloti vorota, který se nachází na kolejové zdi.

Design stanice je založen na podobě chrámu z Kyjevské Rusi, přesnějí těch které se nacházejí ve čtvrti Pečersk a kombinuje moderní prvky společně s bývalými trendy v sovětských typech metra. Klenba stanice je obložena bílými a zlatými hliníkovými profily, které mají symbolizovat vzhled chrámů s bílými stěnami a zlatými kopulemi. Pilíře stanice jsou obloženy bílým mramorem a opakují válcový tvar obložení, kdy jejich čelní strany jsou pokryty vložkami z neupravené žuly. Světelnou kompozici centrální haly tvoří lampy, které korespondují s ornamenty v podobě křížů z červené a šedé žuly, které se nachází na podlaze. Na kolejové zdi se nachází zlatý nápis se jménem stanice, který je proveden ve stejném starověkém ruském stylu písma, jako ve stanici Zoloti vorota.
Druhý podzemní vestibul, který spojuje eskalátorové tunely ze střední lodi stanice a prvního podzemního vestibulu je, stejně jako u stanice Zoloti vorota, tvořen kopulí, která je obložená bílými a zlatými hliníkovými profily.